# アメリカ戦略軍
アメリカ戦略軍（アメリカせんりゃくぐん、英語：United States Strategic Command、略語：USSTRATCOM）は、1992年6月1日に発足したアメリカ軍の統合軍の一つ。

## 概要
第二次世界大戦での広島、長崎への原子爆弾投下を皮切りにアメリカ軍は核攻撃能力を保有することとなった。その後、核攻撃の指揮系統は、空軍や海軍に分散していた。冷戦終了後、戦略爆撃機および大陸間弾道ミサイルを保有していたアメリカ空軍戦略航空軍団と海軍の弾道ミサイル搭載潜水艦部隊を統合指揮するために発足した。
部隊の目的は、核の反撃能力の保持による核抑止力・敵ミサイル攻撃の防御・早期警戒である。部隊の維持管理・部隊編成・兵器購入は通常空軍・海軍が行い、作戦立案・指揮系統を戦略軍が受け持つ。2002年にはアメリカ宇宙軍を統合し、早期警戒任務が加えられたほか、2010年5月に実働を開始したサイバー軍（USCYBERCOM, 陸・海・空・海兵隊の四軍それぞれのサイバー戦担当コマンドを配下に置く。）も戦略軍の下部組織とされるなど、任務が拡大していたが、2018年5月にサイバー軍、2019年8月には宇宙コマンドが戦略軍隷下から独立し、統合軍に格上げされた。

## 編制

### 軍種別構成部隊(Service components)
陸軍
- 陸軍宇宙・ミサイル防衛コマンド
- 陸軍部隊戦略コマンド

海軍
- 艦隊総軍

空軍
- 空軍地球規模攻撃軍団

海兵隊
- 海兵隊戦略コマンド

### 機能別構成部隊(Functional Components)
- 地球規模攻撃・集積統合機能構成部隊(Joint Functional Component Command for Global Strike and Integration, JFCC-GSI)
- 統合ミサイル防衛統合機能構成部隊(Joint Functional Component Command for Integrated Missile Defense, JFCC IMD)
- 情報・監視・偵察統合機能構成部隊(Joint Functional Component Command for Intelligence, Surveillance and Reconnaissance, JFCC-ISR)
- 大量破壊兵器対策センター(Center for Combating Weapons of Mass Destruction, SCC WMD)

### 任務部隊(Task forces)
- 空中給油部隊 - 第294任務部隊(Task Force 294), headquarters at Air Mobility Command, Scott AFB, Illinois
- 空中通信部隊 - 第124任務部隊/第1戦略通信航空団(Strategic Communications Wing One), Tinker Air Force Base,Oklahoma
- 大西洋弾道ミサイル潜水艦部隊 - 第144任務部隊(Task Force 144), headquarters at Naval Base Norfolk, Virginia
- 太平洋弾道ミサイル潜水艦部隊 - 第134任務部隊(Task Force 134), headquarters at Naval Station Pearl Harbor, Hawaii
- 戦略爆撃機・偵察機部隊 -
- 陸上発射大陸間弾道ミサイル部隊 -

## 歴代司令官
| 代   | 写真 | 氏名                                                      | 軍種   | 着任            | 離任            |
| ---- | ---- | --------------------------------------------------------- | ------ | --------------- | --------------- |
| 1    |      | ジョージ・リー・バトラー空軍大将 George Lee Butler        | 空軍   | 1992年 6月1日   | 1994年 2月13日  |
| 2    |      | ハリー・チャイルズ・ジュニア海軍大将 Henry G. Chiles, Jr. | 海軍   | 1994年 2月14日  | 1996年 2月21日  |
| 3    |      | ユージン・ハビガー空軍大将 Eugene E. Habiger              | 空軍   | 1996年 2月22日  | 1998年 6月25日  |
| 4    |      | リチャード・ミース海軍大将 Richard W. Mies                | 海軍   | 1998年 6月26日  | 2001年 11月30日 |
| 5    |      | ジェームズ・O・エリス海軍大将 James O. Ellis              | 海軍   | 2001年 11月30日 | 2004年 7月9日   |
| 6    |      | ジェームズ・カートライト海兵大将 James Cartwright         | 海兵隊 | 2004年 7月9日   | 2007年 8月10日  |
| 代行 |      | クラウド・ロバート・ケーラー空軍中将 C. Robert Kehler     | 空軍   | 2007年 8月10日  | 2007年 10月3日  |
| 7    |      | ケヴィン・チルトン空軍大将 Kevin P. Chilton               | 空軍   | 2007年 10月3日  | 2011年 1月28日  |
| 8    |      | クロード・ロバート・ケーラー空軍大将 C. Robert Kehler     | 空軍   | 2011年 1月28日  | 2013年 11月15日 |
| 9    |      | セシル・D・ヘイニー海軍大将 Cecil D. Haney                | 海軍   | 2013年 11月15日 | 2016年 11月3日  |
| 10   |      | ジョン・E・ハイテン空軍大将 John E. Hyten                 | 空軍   | 2016年 11月3日  | 2019年 11月18日 |
| 11   |      | チャールズ・A・リチャード海軍大将 Charles A. Richard      | 海軍   | 2019年 11月18日 | 2022年 12月9日  |
| 12   |      | アンソニー・J・コットン空軍大将 Anthony J. Cotton         | 空軍   | 2022年 12月9日  | 在任中          |